# Brazos Country
Brazos Country è un centro abitato degli Stati Uniti d'America, situato nella contea di Austin dello Stato del Texas. Secondo il censimento effettuato nel 2010, abitavano nella città 469 persone.

## Storia

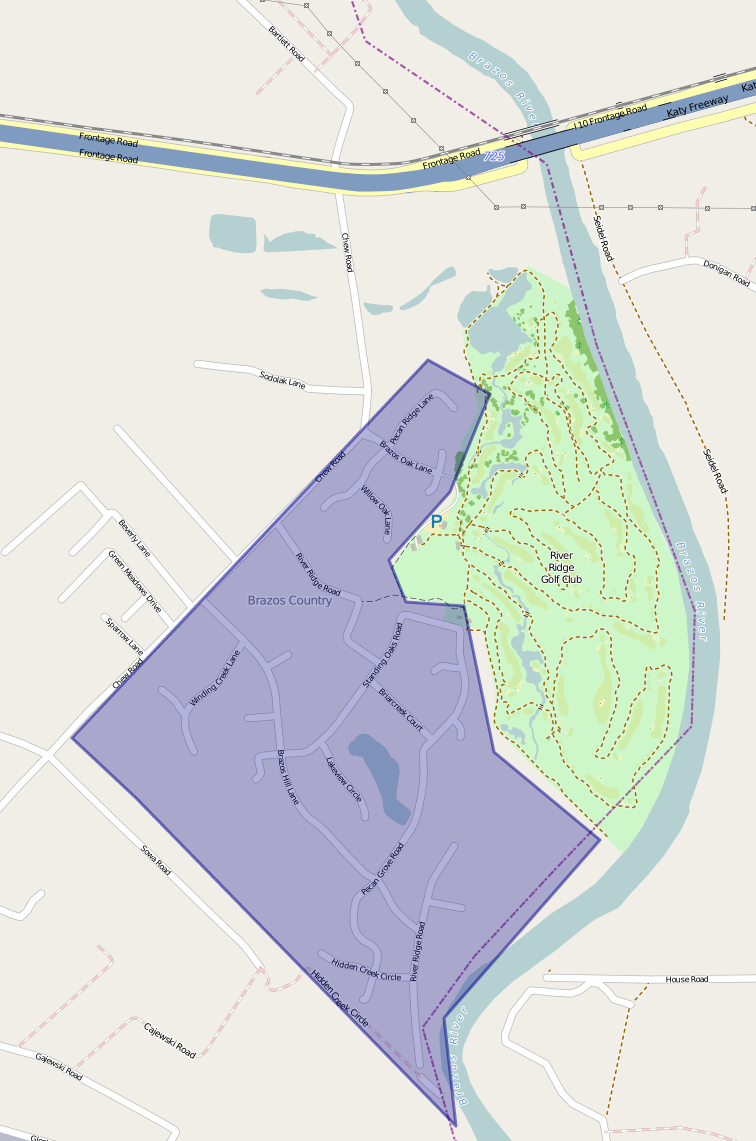
Mappa della città

Lo sviluppo della città cominciò a verificarsi a partire dagli anni '70, anche se venne costituita solo nel maggio 2000. Nel 2000 abitavano nella città 450 persone, nel 2010 469, mentre secondo una stima effettuata nel 2015 i residenti ammontavano a 484.

## Geografia
Brazos Country è situata a 29°45′14″N 96°03′02″W, a sud della Interstate 10, 7 miglia (11 km) a sud-est di Sealy. Il centro di Houston è distante 43 miglia (69 km) ad est della città. Il confine orientale della comunità è segnato dal fiume Brazos.

## Amministrazione
Il procuratore della città è Rod Anderson. Lo sceriffo è Christopher C. Kirk.

## Istruzione
Gli studenti frequentano il Sealy Independent School District.